# ريمو أرنولد
ريمو أرنولد (بالألمانية: Remo Arnold) (مواليد 17 يناير 1997) هو لاعب كرة قدم سويسري ، يجيد اللعب في مركز خط الوسط الدفاعي ، ويلعب أيضًا كلاعب وسط وقلب دفاع ، ويلعب حاليًا لنادي لوتسيرن السويسري.

## روابط خارجية
- ريمو أرنولد على موقع قاعدة بيانات كرة القدم.إي يو (الإنجليزية)
- ريمو أرنولد على موقع Soccerway.com (الإنجليزية)
- ريمو أرنولد على موقع عالم كرة القدم.نت (الإنجليزية)

- Remo Arnold